# Высоцкий. Спасибо, что живой
«Высоцкий. Спасибо, что живой» — российский биографический фильм режиссёра Петра Буслова о нескольких драматических днях из жизни Владимира Высоцкого. Сценаристом фильма является Никита Высоцкий — сын Владимира Высоцкого.
Среди снятых в России в 2011 году 69 кинофильмов фильм «Высоцкий. Спасибо, что живой» имел наивысшие кассовые сборы — 27,5 млн долларов.

## Сюжет
В 1979 году Управление КГБ Узбекской ССР готовит операцию по пресечению нелегального бизнеса по проведению т. н. «левых» концертов в Узбекистане: на базе домов культуры и концертных залов с рекламой выступает артист, часто — столичная знаменитость всесоюзного масштаба, но при этом отчётные документы, корешки от проданных билетов, уничтожаются, а вся выручка поступает в карманы людей, организовавших концерт, за вычетом гонорара артиста, зачастую в сотни раз превышающего официальные концертные ставки. Таким образом, никаких финансовых следов не остаётся и несмотря на многотысячные залы состав преступления доказать невозможно.
Сотрудники КГБ вербуют на мелком случае хищения выручки кассиршу ташкентской филармонии и администратора Леонида Фридмана, который является одним из крупнейших «игроков» на поле «левых» концертов. Виктор Бехтеев, руководящий операцией полковник КГБ, даёт Фридману задание выманить в Узбекистан известного своими большими заработками на неофициальных выступлениях Владимира Высоцкого.
В Москве Владимир Высоцкий, в течение уже 6 месяцев не написавший ни строчки, находится в творческом кризисе и страдает от проблем со здоровьем. Он оформляет документы для очередной поездки в Париж, где его жена, французская актриса Марина Влади, должна устроить его в клинику на лечение. Курирующий Театр на Таганке сотрудник КГБ сообщает ему, что за организацию его гастролей в Ижевске арестовано несколько человек, в Узбекистан ему лететь не стоит, а если он намерен отправиться в Париж, то его заграничный паспорт будет готов в течение двух-трёх дней.
Дома Высоцкий застаёт бригаду «Скорой помощи» и своих родителей: врач требует от его отца, Семёна Владимировича, согласие на принудительную госпитализацию артиста, который находится в крайне тяжёлом состоянии — его сердце на фоне проблем с алкоголем и скрываемого, но всё равно очевидного для врачей употребления наркотических препаратов может не выдержать. Отец уже подписывает согласие, но Высоцкий останавливает его и объясняет: смерть может наступить и при лечении, поэтому лучше не мешать ему жить и работать. Семён Владимирович отзывает своё согласие и уезжает с женой. Бригада врачей покидает квартиру артиста. Павел Леонидов, двоюродный дядя и импресарио Высоцкого, уговаривает его лететь на гастроли в Узбекистан, хотя и понимает опасность для здоровья. С Высоцким, официально женатым на Марине Влади, в Москве живёт молодая возлюбленная, Татьяна Ивлева, которая, вступая в конфликт с Леонидовым, пытается отговорить Высоцкого от гастролей, но безуспешно.
На следующее утро Высоцкий летит в Ташкент с Леонидовым, своим другом Севой Кулагиным и врачом Анатолием Нефёдовым. Главная цель поездки последнего — следить за состоянием артиста и обеспечивать приём наркотиков. Как позже выясняется, никаких наркотических препаратов Нефёдов с собой не взял, потому что в случае их обнаружения он как врач получил бы вдвое больший срок, чем человек, не имеющий отношения к медицине. В столице Узбекистана, сразу же по прибытии, мучающийся чувством вины Фридман предлагает доверяющему ему Высоцкому вернуться назад, ссылаясь на свои плохие предчувствия. Не находя причин его беспокойства, Высоцкий решает остаться. Вся компания едет в Бухару, где останавливаются в гостинице «Зарафшан». Вечером у Высоцкого начинается наркотическая ломка, однако врач прибывшей по вызову «скорой помощи» отказывается вводить морфий и обещает на следующий вызов приехать с милицией. Нефёдов похищает у врача ампулу с морфием, но Высоцкий нуждается в новых дозах. Без ведома актёра, Леонидов уговаривает Татьяну привезти из Москвы «лекарство». Татьяна знает, что везёт серьёзный препарат, однако не вполне понимает, что он наркотический и что за перевозку и даже хранение такого крупного объёма ей грозит реальный срок.
Гостиничный номер Высоцкого прослушивает полковник КГБ Бехтеев, и Татьяну по прибытии в Бухару ждут сотрудники госбезопасности. Однако они ошибаются с рейсом: Ивлева прилетает не гражданским, а военным бортом, куда её подсадили за взятку, выдав за сопровождающую «груз 200». В итоге, чтобы добраться до Бухары, Татьяна берёт «калымщика» — частное такси, так как официальный таксист отказался ехать на столь большое расстояние (465 км). По дороге таксист-узбек пытается изнасиловать Татьяну, однако она даёт ему отпор, а затем машину находят сотрудники КГБ. После того, как Ивлева прибывает в Бухару, её задерживает Бехтеев, но на его вопрос, кому предназначены наркотики, Татьяна отвечает, что ампулы принадлежат ей. Заставив девушку подтвердить это письменно, Бехтеев возвращает ей сумку с «лекарством» и отпускает, оставив у себя её паспорт.
На первый свой концерт в Бухаре Высоцкий выходит с трудом, но выступает с полной отдачей сил. Тем временем Фридман, директор Дома культуры и Леонидов делят деньги, сжигая при этом корешки от билетов: доход от «левого» концерта идёт в карманы организаторов. Все их действия тайно фиксируют сотрудники КГБ, а Фридман, повинуясь указаниям Бехтеева, прячет часть корешков, которые должны стать доказательством хищения.
В тот же день Высоцкому предстоит второй концерт — в присутствии самого товарища Рашидова. Кулагин опасается за здоровье актёра, но Фридман и Леонидов отказываются отменить концерт. Кулагин выходит на сцену, пытаясь тем самым предотвратить выход Высоцкого, поёт его песню, зал освистывает его. Свист прерывает появление самого Высоцкого, который едва держится на ногах. Петь он предоставляет Кулагину, сам пытается говорить, но очень скоро вынужден покинуть сцену и падает, не дойдя до кулис; концерт завершает фонограмма его песни. Публика разочарована, но великодушный товарищ Рашидов начинает аплодировать, и его аплодисменты подхватывает зал. Полковник Бехтеев планирует задержать Высоцкого сразу после концерта — с деньгами и наркотиками, но полковника останавливает его непосредственный начальник, руководитель КГБ республики Исраилов: как можно задерживать человека, которому только что аплодировало первое лицо Республики?
Тем временем Нефёдов приводит Высоцкого в чувство с помощью инъекции из привезённого Ивлевой запаса.
В Узбекистан прилетает уже знакомый зрителю полковник КГБ — «куратор» Театра на Таганке. Он предлагает Бехтееву задержать в Ташкенте Татьяну, чтобы легче было давить на Высоцкого: от него хотят добиться активного и «правильного» участия в мероприятиях, связанных с предстоящей Олимпиадой.
На следующий день компания артистов отправляется на базар, где Кулагин добывает себе роскошный ковёр, все вместе отлично проводят время. После их возвращения в гостиничный номер Севы и Нефёдова дозванивается Марина Влади из Парижа: она чувствует, что с Высоцким что-то происходит. Вышедшая из душа Татьяна обнаруживает Высоцкого без сознания на полу их люкса. Все попытки привести его в чувства тщетны. У Нефёдова опускаются руки, но Татьяна пощёчинами заставляет его вспомнить все способы реанимации. Не располагая нужной иглой для укола в сердце, Нефёдов делает укол адреналина в шею. Высоцкий, находясь в коме, видит сон-воспоминание о том, как много лет назад, когда он был женат на Людмиле Абрамовой, они вместе с маленькими сыновьями, Никитой и Аркадием, застряли на раскисшей во время распутицы дороге в машине такси: отчаявшись вытолкнуть буксующую машину из грязи, Высоцкий принимает решение не облегчить вес, а увеличить, сажает сыновей и жену в машину и, собрав все силы, выталкивает её из трясины — в этот момент в гостиничном номере в Бухаре Высоцкий «оживает».
Сотрудники КГБ, прослушивающие номер, сообщают Бехтееву, что Высоцкий умер. Он мчится в Бухару, где по его приказу гостиницу блокируют и телефоны в ней отключают. Но, ворвавшись в люкс, он видит ожившего Высоцкого. Бехтеев извиняется, сделав вид, что зашел в номер по ошибке.
У Татьяны нервный срыв: она говорит Высоцкому, что ненавидит его стихи, если для них необходимы наркотики. Нефёдов не может понять, как ему удалось оживить друга: сердце не билось восемь минут, мозг за это время должен был умереть, — это не что иное, как чудо воскрешения.
Бехтеев проникает в номер Леонидова, даёт тому понять, кто он, и советует немедленно вернуть группу в Москву. При этом он забирает всё «лекарство» (почти 40 ампул).
Бехтеев слушает разговор между Ивлевой и Высоцким, в ходе которого артист просит прощения у Татьяны и всех, кто рядом, признаётся, что жив только своими близкими, за которых неустанно молится.
Московский «коллега» по-прежнему требует от Бехтеева задержания Ивлевой. Бехтеев понимает, что из руководителя операции по поимке артиста высокого уровня на неучтённых концертах он становится пешкой в руках москвича, да и зажат между ним и своим начальником Исраиловым.
Утром в аэропорту Ташкента Татьяну без паспорта отказываются регистрировать на рейс; сотрудница «Аэрофлота» отправляет Высоцкого к «человеку на балконе», которым оказывается Бехтеев. Фридман пытается спешно признаться в своей работе на органы, чтобы Высоцкий узнал это от него, а не от Бехтеева, но Высоцкий успокаивает Фридмана: «Ты мой друг, был им и будешь». На предложение полковника оставить подругу в Ташкенте и лететь «договариваться» о её судьбе в Москву, где ему выдвинут условия, Высоцкий отвечает категорическим отказом. В ходе диалога-поединка артист говорит, что ему осталось жить «на две затяжки» и он не может оставить Татьяну на «крючке» у органов госбезопасности, ему надо решить всё здесь и сейчас. В кульминационный момент в депутатский зал, где происходит разговор, с криком: «Володя, теперь у них на тебя ничего нет!», врывается Фридман с дымящейся урной, в которой он сжёг корешки билетов. Бехтеев возвращает Высоцкому паспорт Татьяны. На борту самолёта Высоцкий в первый раз за много месяцев начинает писать стихи на оборотной стороне разорванной сигаретной пачки.
Полковник из Москвы не теряет надежды использовать Татьяну для давления на Высоцкого и просит Бехтеева передать ему материалы наблюдения за ней, а также дело «сексота» Фридмана. Но Бехтеев демонстративно уничтожает и то, и другое.
В финальных титрах фильма сообщается, что Высоцкий умер ровно через год после своей клинической смерти в Бухаре 25 июля 1980 года.

## В ролях
- Сергей Безруков — Владимир Высоцкий (озвучивание — Никита Высоцкий)[комм. 1] / Юра, коллега Высоцкого (прообраз — Валерий Золотухин)[5]
- Оксана Акиньшина[6] — Татьяна Ивлева, возлюбленная Высоцкого (прообраз — Оксана Афанасьева)
- Андрей Смоляков — Виктор Михайлович Бехтеев, полковник КГБ в Узбекистане
- Дмитрий Астрахан — Леонид Фридман, организатор концертов Высоцкого в Узбекистане
- Иван Ургант — Сева Кулагин, друг и коллега Высоцкого (прообразы — Иван Дыховичный и Всеволод Абдулов)
- Максим Леонидов — Павел Леонидов, импресарио, близкий друг и двоюродный дядя Высоцкого[7]
- Андрей Панин — Анатолий Нефёдов, личный врач Высоцкого (прообраз — Анатолий Федотов)
- Владимир Ильин — полковник КГБ из Москвы
- Сергей Шакуров — Семён Владимирович, отец Высоцкого
- Алла Покровская — Нина Максимовна, мать Высоцкого
- Шухрат Иргашев — генерал КГБ Узбекской ССР Исраилов
- Анна Ардова — Изабелла Юрьевна, директор Дома культуры
- Сейдулла Молдаханов — врач скорой помощи в Бухаре
- Марина Александрова — Людмила Абрамова, вторая жена Высоцкого
- Фуркат Файзиев — Мамедов, водитель красных «Жигулей», пытавшийся изнасиловать Татьяну
- Владимир Меньшов — режиссёр театра на Таганке (прообраз — Юрий Любимов)
- Дальвин Щербаков — сосед Высоцкого по палате в институте им. Склифосовского
- Карим Мирхадиев — Кибиров
- Елена Папанова — работница аэропорта в Ташкенте

## Съёмочная группа
- Продюсеры: Анатолий Максимов, Константин Эрнст, Никита Высоцкий, Николай Попов, Михаэль Шлихт, Пол Хет
- Исполнительные продюсеры: Алексей Кублицкий, Станислав Довжик
- Сценарий: Никита Высоцкий
- Режиссёр-постановщик: Пётр Буслов
- Оператор-постановщик: Игорь Гринякин
- Художник-постановщик: Анна Лазарева
- Композитор: Руслан Муратов

## Саундтрек
Кроме песен Высоцкого «Баллада об уходе в рай», «Ах милый Ваня, я гуляю по Парижу», «Певец у микрофона», «Охота с вертолётов», «Баллада о детстве», в фильме прозвучало приписываемое, но не принадлежащее Высоцкому стихотворение «Мой чёрный человек» и следующие песни:
- ABBA — Summer Night City
- Bob Marley — Is This Love?
- ВИА Ялла — Учкудук — три колодца

## Съёмки
Изначально фильм назывался «Чёрный человек», а его режиссёром и сценаристом был Игорь Волошин, снявший до этого автобиографический фильм «Я». Затем картину передали режиссёру Петру Буслову. В то же время сам Волошин утверждает, что от производства вышеуказанного фильма он отказался самостоятельно, по личным причинам.
Съёмки продолжались пять лет, всего более 100 съёмочных дней. Из-за финансового кризиса съёмки несколько раз замораживались. Съёмочная группа насчитывала 850 человек, не считая актёров массовых сцен. На съёмки затрачено 12 (по другим данным — 20) млн долларов США.
Образ Высоцкого воссоздан с использованием высокотехнологичного и уникального силиконово-пластикового грима и технологий компьютерной обработки изображений. Маску-робот лица создавали в течение 6 месяцев. Грим актёра ежедневно занимал от 4 до 6 часов. Ещё полтора часа уходило на то, чтобы его разгримировать. Во время съёмок и в течение нескольких месяцев после выхода фильма его создатели хранили в тайне имя исполнителя роли Высоцкого, причём этого не знали даже его коллеги: актёр выходил на площадку уже в гриме, а в рабочих документах вместо его фамилии было написано «Высоцкий». Никита Высоцкий так комментировал это решение: «Мы не называем фамилию актёра и не пишем её в титрах именно для того, чтобы там не было никого, чтобы это был образ Высоцкого».

## Прокат
Первоначально премьера была назначена на 23 июля 2011 года и приурочена к 31-й годовщине со дня смерти поэта и актёра, но затем её перенесли на осень 2011 года. Позже на одном из рок-фестивалей была названа новая дата премьеры — 31 декабря 2011 года.
25 июля вышел второй трейлер фильма с указанием окончательной даты. Премьера состоялась 1 декабря 2011 года в московском кинотеатре «Октябрь». Режиссёром премьеры выступила Жу Монтвилайте. Кинотеатр превратился в настоящий Ташкент. На втором этаже был устроен восточный базар: шатры, прилавки, настоящий узбекский плов, чаепитие и игра в нарды на подушках прямо на полу. В углу разместили клетки с птицами — курами, цыплятами и индюками.

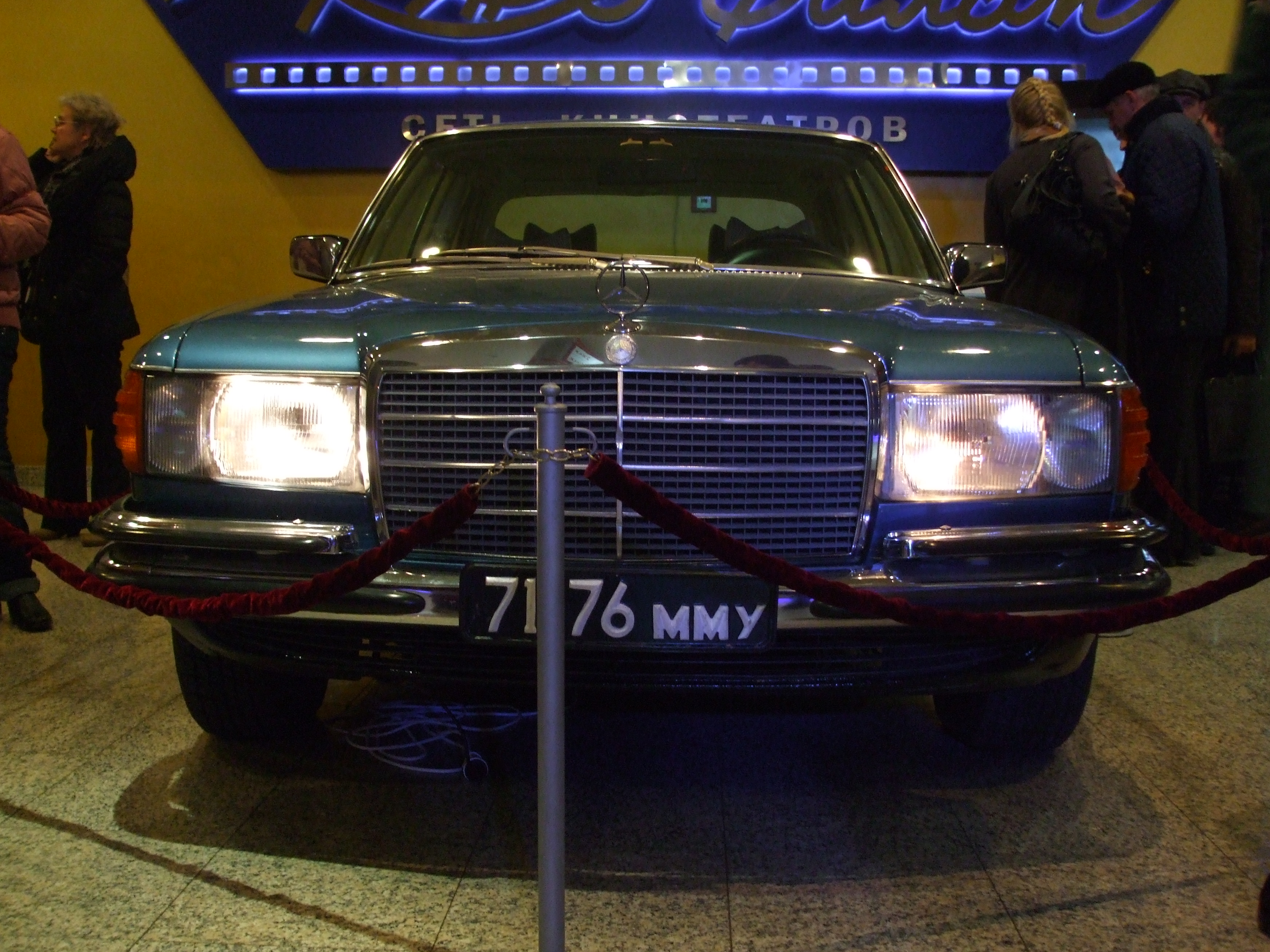
Автомобиль из фойе кинотеатра «Октябрь» (Москва); копия автомобиля Высоцкого. В рамках промоакции к прокату фильма «Высоцкий. Спасибо, что живой».

Стартовав в рекордном для российского фильма количестве залов — 1400, картина собрала по итогам первого зимнего уик-энда (1—4 декабря) более 11 млн долларов. Это один из лучших стартовых показателей для отечественных картин.
За второй уик-энд (8—11 декабря) картина собрала ещё 6,4 млн долларов, оставшись лидером кинопроката СНГ. Таким образом, собрав за 11 дней проката более 21 млн долларов, картина окупила как производственные (12 млн), так и рекламные (5 млн) затраты.
В третий прокатный уик-энд с 15 по 18 декабря фильм «Высоцкий. Спасибо, что живой» собрал менее 2,5 млн долларов и опустился на третье место по кассовым сборам в России и СНГ, уступив фильмам «Ёлки 2» и «Миссия невыполнима: Протокол Фантом».
За период с 22 по 25 декабря прокат фильма принёс 0,76 млн долларов.
По состоянию на 8 января 2012 года общие сборы картины составили 27,4 млн долларов.
На DVD фильм вышел 6 января 2012 года.
Премьера на ТВ состоялась 25 января 2013 года, на Первом канале. Для данного показа в фильм был включен иной вариант финальных титров, без песни «Баллада об уходе в рай», с указанием исполнителя главной роли — Сергея Безрукова.
Также на BluRay была выпущена четырёхсерийная телеверсия фильма (продолжительность: 203 минуты) под названием «Высоцкий. Четыре часа настоящей жизни». Однако в заставке используется название кинофильма — «Высоцкий. Спасибо, что живой». Премьера этой версии состоялась 30 (1, 2 серии) и 31 (3, 4 серии) октября 2013 года на Первом канале.
31 октября 2015 года в связи с авиакатастрофой над Синайским полуостровом в 18:10 на Первом канале состоялся показ фильма.

## Критика
| Рейтинги            | Рейтинги        |
| Издание             | Оценка          |
| ------------------- | --------------- |
| Film.ru             | (смешанная)     |
| Time Out Москва     | [ 22 ]          |
| Афиша               | [ 23 ]          |
| Газета.Ru           | (отрицательная) |
| Кинокадр            | (смешанная)     |
| Коммерсантъ Weekend | (отрицательная) |
| Огонёк              | (отрицательная) |

- Марина Влади[28]:

Я получаю из всех стран мира большое количество вопросов о моей реакции на фильм […] До сих пор я отказывалась об этом говорить, ибо считаю, что эта картина оскорбляет Высоцкого, его искусство, его память, а также нашу общую жизнь. Она была создана с помощью его старшего сына. Это уже меня шокировало. И я видела, как сын хвастается тем, что, добиваясь для актёра наибольшего сходства с Высоцким, они сделали копию из силикона с посмертной маски Володи, которую я сама сняла. Это не только скандально, а даже страшно. Это аморально и неэтично. И если бы я была верующей, я бы сказала, что это грех. Я в отчаянии и в печали.
- Дмитрий «Гоблин» Пучков[29][30]:

Если жизнь и творчество Высоцкого тебе интересны — не ходи. Ибо там тебя ждёт жесточайшее разочарование.
А ведь можно было снять кино о том, кто написал замечательные стихи и спел замечательные песни. О том, кого любила вся страна. О том, кто играл лучшие роли в лучшем театре страны, кто снимался в самых любимых народом фильмах. Можно было снять фильм о трагедии человека, который многого добился, но был вынужден бороться с собой и наркозависимостью в последний год жизни. Можно было снять фильм о противостоянии таланта и пошлости. Ни то, ни другое, ни третье не получилось. И даже не планировалось.
- Кинокритик Максим Эйдис уличает создателей фильма в воспевании КГБ[31]:

Высоцкий здесь — персонаж второстепенный, а главный герой фильма вовсе не он. Главный герой — полковник госбезопасности Виктор Михайлович. Честный, готовый идти на риск и спорить с высоким начальством. Борец за правду, выполняющий свой долг перед обществом. Человек непростой, вдумчивый и тонко чувствующий, а потому осознающий в конце концов свои ошибки… Что же касается «Высоцкого», то он снимался по заказу «Дирекции кино Первого канала», ежедневно рекламируется по ТВ и две недели назад был представлен на закрытом показе российскому премьер-министру, полковнику госбезопасности. Получил его одобрение и выходит на экраны за четыре дня до выборов.
- Киновед и кинокритик Юрий Богомолов об авторах[32]:

И это всё, что они смогли сказать? Как-то ничтожно мало в сравнении с теми техническими усилиями и творческими талантами, что они затратили на клонирование феноменального человека. И неизмеримо меньше того, что он сказал своими балладами.
Надо ли было тревожить загробную жизнь поэта только для того, чтобы посмаковать его земные подвиги и потешить тщеславие тех, кто овладел технологией кинематографического клонирования?
- Евгений Гришковец[33]:

Самое лучшее, что вы можете сделать, зная Высоцкого и любя его или не зная его вовсе, — это не ходить и не смотреть этот фильм, не тратить своего времени и душевных сил, не поддаваться постыдному любопытству, чтобы не гневаться потом на увиденное или уж, тем более, чтобы не стыдиться, как я стыжусь сегодня.
А ещё не надо отдавать честно заработанные деньги тем, кто делает такое кино. Эти люди не должны заниматься кинематографом. И без того наша культура переживает отчаянные времена, так ещё такие люди наносят удар и по культурному наследию, которым Высоцкий безусловно является…
- Роман Волобуев[23]:

Странный эпизод из биографии фигуранта, ровно за год до смерти пережившего её генеральную репетицию в номере бухарского «Интуриста», мог стать поводом только для очень странного фильма, но бусловский «Высоцкий», снятый по сценарию сына покойного под творческим присмотром начальников Первого канала, страннее странного. Так, по идее, должен выглядеть поток сознания умирающего, законспектированный для «Каравана историй».
- Игорь Шулинский, главный редактор журнала «Time Out Москва»[22]:

Он (фильм) получился страшно западным, и прежде всего на ум приходят Хантер Томпсон и «Страх и ненависть в Лас-Вегасе». Конечно, здесь нет той ироничной образности и свободы, что у Гиллиама, и «Высоцкий» вышел гораздо более традиционно голливудским, но фильму удалось сработать как разжатой пружине.
Можно было создать фильм о противостоянии героя и общества. Можно было — о герое-любовнике, русском Серже Генсбуре. Но фильм умело обходит эти темы. «Высоцкий» — об аде в душе, об исчерпанности человека, когда ему нечего больше сказать, о героине — наркотике, который является метафорой успокоения, страшного успокоения. Но в последний год жизни Высоцкого это была не метафора, а ежедневная практика. Я слышал замечание, что сделать об этом фильм — величайший цинизм. По-моему, величайший цинизм — это обмазывать Высоцкого мёдом и делать из него памятник.
- Кинокритик Алексей Першко[34]

Никита Высоцкий (а надо полагать, именно он был мотором всего проекта «Высоцкий. Спасибо, что живой») создал уникальный прецедент: с одной стороны, его экранный Высоцкий — образчик симулякра высочайшего класса, с другой, вся лента — скромная и выдержанная дань памяти его выдающемуся отцу. Трюк с сокрытием имени исполнителя главной роли… на деле сыграл ленте на руку: кто бы ни играл Владимира Семёновича, он со своей сверхсложной задачей справился, да и зритель в раздумьях об идентичности экранного Высоцкого, его исполнителя и Высоцкого реального, как-то и не замечает, как постепенно втягивается в действие ленты. Которая, кстати сказать, вполне может быть понятна и человеку, который и не подозревал о существовании Высоцкого: сценарист Никита Высоцкий позаботился о том, чтобы лента могла восприниматься и как история отношений художника и власти (и то, что разворачивается она в Советском Союзе, лишь дань исторической правде — могла она иметь место в любом уголке мира), и как история стремления незаурядной личности к свободе. Можно (и, наверное, нужно) увидеть в фильме и историю любви — к женщине, к семье, ко всем своим близким. Причём любви не в выхолощенном понимании, навязываемом бесконечным телевизионным мылом и не менее бесконечным Голливудом, а в понимании человека, задающего себе вопросы и о (пардон за пафос) смысле жизни, и о природе собственного творчества. И здесь вполне уместно было бы заметить, что авторам фильма удалось избежать излишней идеализации Владимира Семёновича… И в любом случае, фильм, в котором играют такие актёры, просто по определению не может быть плохим — от Панина, Леонидова, Смолякова, Урганта, Ильина и того человека, который сыграл Высоцкого, порой просто невозможно оторвать глаз.
- Кинокритик Александр Рутковский[35]:

Существует множество разных причин, по которым надо обязательно посетить самую громкую кинопремьеру последних дней — «Высоцкий. Спасибо, что живой» Петра Буслова. И есть только один резон, по которому эту картину ни в коем случае смотреть не следует… Редчайший случай: налицо рекламное соблазнение, поддаться которому не только не стыдно, но и благотворно. Более того, откапывание фигуры Высоцкого из-под позднейших культурно-исторических напластований кому-то, пожалуй, и самого повода для такой археологии может показаться дороже. Помянули артиста-вольнолюбца явно бокс-офиса ради, а попали в самую точку. Причём во многом — болевую… Этим в действие фильма была изначально внесена необычная и жутковатая нота, которая всё время тревожит впечатлительного зрителя и требует от него внутренних объяснений. Странный, небывалый прежде род саспенса. И этот ход — сам по себе, вне его маркетинговых и моральных оценок — оригинален и достоин всяческих похвал. Как и изумительное мастерство художников-гримёров, обеспечивших его. И актёрское мастерство того, кто бы ни жил по фильму в «шкуре» нашего дорогого покойника… 
- Дмитрий Певцов назвал фильм «актом некрофилии»[36]:Никакого отношения к искусству этот проект Первого канала не имеет, и никакого отношения к Владимиру Высоцкому тоже. Кроме как акта некрофилии и очень нехорошей пародии, ничего там нет!
- Станислав Говорухин[37]:Ещё непонятно, какие фильмы — наши или голливудские — безнравственнее. Вот, например, фильм «Высоцкий» — безнравственный же!
- Леонид Ярмольник[38]:…Они оторвались от действительности и не сделали ничего «художественного». Они застряли между двух стульев. Это как бы всё равно те люди, которых они играют, но эти люди совершенно другие, и история совершенно другая, и вообще всё это другое. Но это не стало художественной неправдой, в которую хочется верить, как в сказку, как в изобретение, и не стало документом.

## Награды и номинации
| Премия                       | Категория                           | Номинанты | Итог      |
| ---------------------------- | ----------------------------------- | --- | --------- |
| Премия «Ника» (2012)         | Лучший игровой фильм                | Пётр Буслов (режиссёр), Анатолий Максимов, Константин Эрнст, Николай Попов, Никита Высоцкий, Михаэль Шлихт, Пол Хет (продюсеры) | Номинация |
| Премия «Ника» (2012)         | Лучшая женская роль                 | Оксана Акиньшина | Номинация |
| Премия «Ника» (2012)         | Лучшая мужская роль второго плана   | Андрей Панин | Номинация |
| Премия «Ника» (2012)         | Лучшая работа художника по костюмам | Екатерина Шапкайц | Номинация |
| Премия «Ника» (2012)         | Лучшая работа звукорежиссёра        | Владимир Литровник | Победа    |
| Премия «Ника» (2012)         | Открытие года                       | Дмитрий Астрахан (мужская роль второго плана)                                                                                   | Победа    |
| Премия «Жорж» (2012)         | Российский экшн года                | Пётр Буслов (режиссёр) | Номинация |
| Премия «Жорж» (2012)         | Российская драма года               | Пётр Буслов (режиссёр) | Победа    |
| Премия «Жорж» (2012)         | Российский актёр года               | Сергей Безруков | Номинация |
| Премия «Жорж» (2012)         | Российский актёр года               | Иван Ургант | Номинация |
| Премия «Жорж» (2012)         | Российская актриса года             | Оксана Акиньшина | Номинация |
| Премия «Золотой орёл» (2013) | Лучший игровой фильм                | Анатолий Максимов, Константин Эрнст, Никита Высоцкий, Михаэль Шлихт, Николай Попов, Пол Хет (продюсеры), Пётр Буслов (режиссёр) | Номинация |
| Премия «Золотой орёл» (2013) | Лучший сценарий                     | Никита Высоцкий | Номинация |
| Премия «Золотой орёл» (2013) | Лучший актёр второго плана          | Андрей Смоляков | Победа    |

## Факты
- Биографы Высоцкого считают, что описываемые события происходили не 25-го, а 28 июля 1979 года[44]. Кроме того, биограф Высоцкого М. Цыбульский, врач по образованию, полагает, что у Высоцкого тогда была не клиническая смерть, а обычный обморок[45].

## Релизы
- DVD 2011 г., 127 мин., Россия, драма. Кинокомпании: ОАО «Первый канал», ЗАО «Дирекция кино».

Не рекомендуется для просмотра лицам моложе 14 лет. DVD-9 (2 слоя), Региональный код 5, Формат изображения 2.35:1, Звуковые дорожки Dolby Digital 5.1, Dolby Digital 2.0, DTS 5.1

Дополнительные материалы: — Сцены, не вошедшие в фильм. — Высоцкий. Тайна создания. — Команда о фильме.
- BD 2011 г., 127 мин., Россия, драма. Кинокомпании: ОАО «Первый канал», ЗАО «Дирекция кино».

Не рекомендуется для просмотра лицам моложе 14 лет. BD-50 (2 слоя. DL), 16:9, 1920х1080p, Звуковые дорожки Dolby Digital 5.1, Dolby TrueHD 7.1

Дополнительные материалы: — Сцены, не вошедшие в фильм. — Высоцкий. Тайна создания. — Команда о фильме.

## Комментарии
1. ↑  В титрах не указаны.